# Аскания рейсинг
Аскания Рейсинг (Ascania Racing) — профессиональная автоспортивная команда, участвующая в Чемпионате Украины по ралли, Чемпионате Мира по ралли WRC, ралли-рейдовых соревнованиях и кольцевых гонках. Существует с 2002 года, за время существования несколько раз меняла титульного спонсора и, как следствие, своё название. В ходе одного сезона за команду выступали до трех экипажей в разных категориях одновременно. Базируется в Киевской обл., Броварской р-н, с. Калиновка. Специализируется на подготовке и постройке раллийных автомобилей и выступлениях в раллийных турнирах и сериях.

## История

### 2002—2007. MacCoffee Rally Team
2002 — год создания команды в составе двух экипажей: Александр Салюк-старший — Леонид Косянчук (Mitsubishi Lancer Evo VII) и Александр Салюк-младший — Александр Горбик (ВАЗ 2108). Команда получила название MacCoffee Rally Team, которое было продиктовано сотрудничеством с сингапурской компанией Future Enterprises, владеющей маркой MacCoffee. В течение первого года выступлений команда приняла участие в Чемпионате Украины по ралли, завоевав титулы абсолютного чемпиона в личном зачете (Александр Салюк-старший) и командном зачете. Под занавес сезона, на заключительной гонке года, Ралли Чумацкий Шлях, впервые в составе команды стартовал Валерий Горбань.
2003 — MacCoffee Rally Team расширяет свой постоянный состав до трех экипажей. Кроме Салюка ст. — Косянчука и Салюка-мл. — Горбика к команде с первого старта присоединился экипаж Валерия Горбаня и Евгения Леонова. Пополнился и автопарк, который в 2003 году состоял из Mitsubishi Lancer Evo VII и двух ВАЗ 2112. 2003-й год стал первым сезоном, когда все экипажи команды выступили в полноценной программе Чемпионата Украины: согласно действующей на тот момент классификации спортивных автомобилей, старший Александр Салюк стартовал в классе N12, младший Александр Салюк — в классе А8, Горбань — в классе А9. Такое распределение позволило экипажам набрать максимальное количество очков, и итогом сезона 2003 года стали победы в личных зачетах и командном зачете Чемпионата Украины по ралли.
2004 — в начале года команда тремя экипажами на той же технике стартует на этапах Чемпионата России по ралли: ралли «Пено» и ралли «Ладога». Наибольшего успеха в России добился младший Салюк: одно второе и одно первое место в своем классе. Однако в национальном чемпионате Салюк-младший и Горбань подали заявки в один класс: А7. Внутрикомадное соперничество добавило интригу дуэли, победу в которой одержал младший Салюк. Команда вновь отпраздновала победу в зачете коллективов, а вот старший Александр Салюк уступил титул абсолютного чемпиона Украины Валерию Разумовскому, сохранив, впрочем, за собой первенство в классе N12.

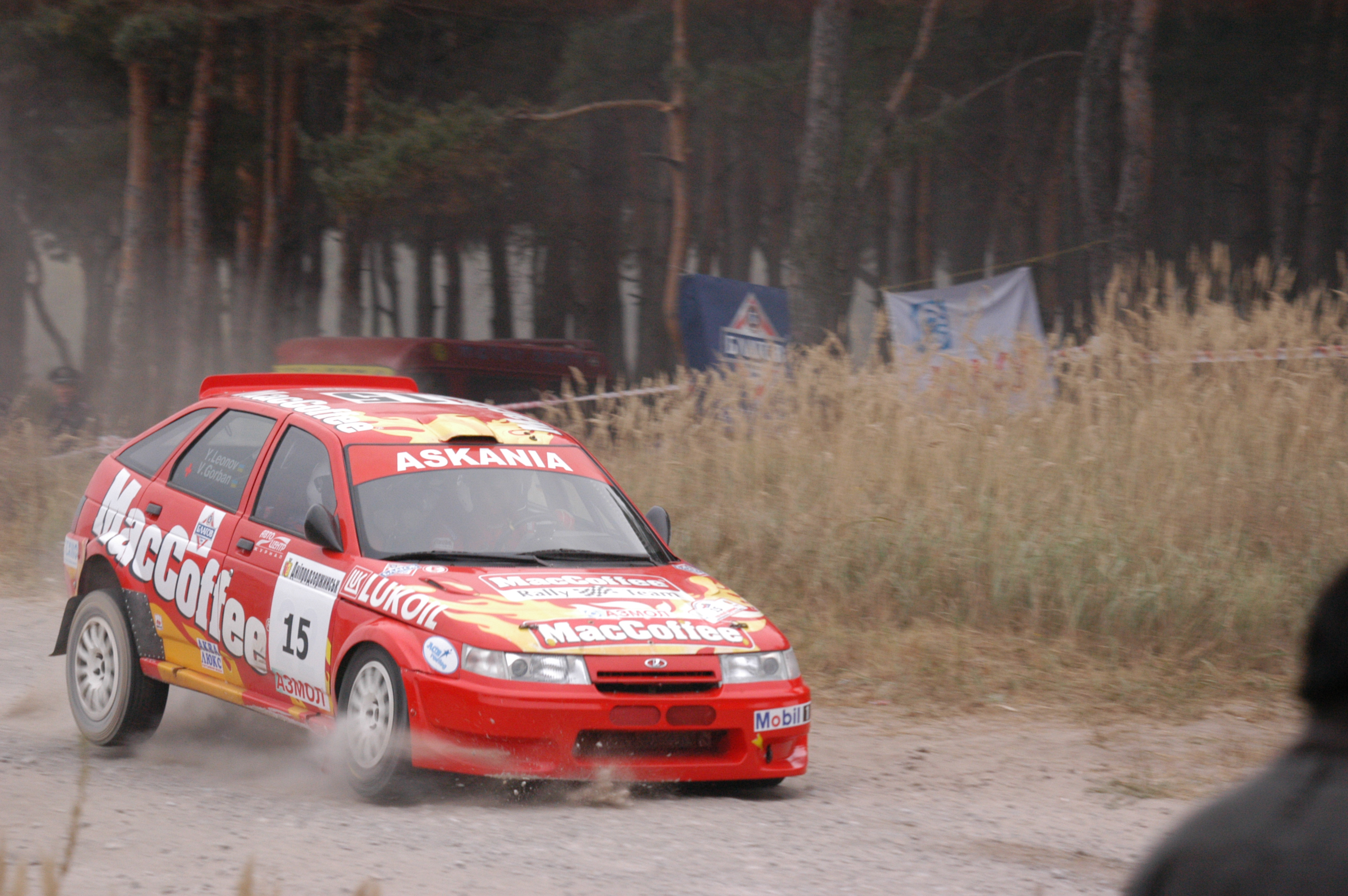
экипаж Горбань-Леонов на ВАЗ-2112, соревнования 2005 года

2005 — этот год стал одним из самых сложных сезонов в истории команды. Впервые титульный экипаж MacCoffee Rally Team, Салюк-старший — Косянчук, не смог завершить сезон победой, так как Александр Салюк-старший пропустил часть гонок из-за травмы, полученной в автомобильной аварии. Однако, стабильные результаты Горбаня и несколько успешных гонок в исполнении младшего Александра Салюка принесли MacCoffee Rally Team очередной чемпионский титул.

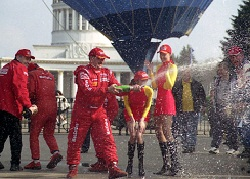

2006 — с этого сезона в техническом парке команды происходит обновление. Горбань и старший Салюк пересаживаются на автомобили Mitsubishi Lancer Evo VIII, а Салюк-младший получает в своё распоряжение отцовский Mitsubishi Lancer Evo VII. Потенциал Александра оказался необычайно высок: с первой же попытки он выиграл национальное первенство, завоевав титул абсолютного чемпиона Украины. Вместе с тем, команда впервые в своей истории отдала победу в зачете коллективов главному конкуренту, киевской Ace Racing.
2007 — в начале 2007 года произошли первые значимые изменения в составе. Командная династия Салюков распалась: старший Александр Салюк прекратил активные выступления (в 2007 году он выступил в цветах команды только один раз, на заключительной гонке года, Ралли Донбасс). Александр Салюк впервые вышел на старт с новым штурманом Адрианом Афтаназивым. В команде, также впервые, появился не киевский экипаж: гонщики из Ужгорода Вадим Трутнев и Иван Данилишин выступили на автомобиле ВАЗ 2110. В ходе сезона Горбань в виде эксперимента проводит несколько гонок на Subaru Impreza, а младший Салюк модернизирует Mitsubishi Lancer Evo VII сначала до Evo VIII, а затем и до IX. Наибольшее количество побед в этом году зарабатывает именно он, выигрывая титул абсолютного чемпиона страны досрочно. Очки, набранные Горбанем и Трутневым, позволяют MacCoffee Rally Team стать пятикратным чемпионом Украины по ралли в зачете команд — рекорд, не побитый и поныне.

### 2008. Prime Rally Team
2008 — формальное существование название MacCoffee Rally Team прекращено после завершения спонсорского контракта. В старой раскраске Валерий Горбань завоевывает победу на зимнем этапе Кубка России, ралли «Яккима», а в национальном чемпионате экипажи Горбань — Леонов и Салюк — Афтаназив выходят в цветах Prime Rally Team. В ходе нескольких гонок травмированного Леонова в роли штурмана Горбаня заменяет Оксана Александрова. Первый и единственный сезон под новым командным именем оказался менее удачным, чем предыдущие: Александр Салюк уступил первенство Юрию Протасову, а команда отдала победу одесской Tsunami Rally Team.

### 2009—2013. Ascania Racing
2009 — Валерий Горбань впервые вводит в официальное название команды имя своей компании, холдинга «Аскания Груп», а торговая марка Mentos занимает место титульного спонсора команды. Mentos Ascania Racing унаследовала от MacCoffee Rally Team ярко-красный базовый цвет раскраски машин и базовый состав спортивного коллектива. Сильнейшим гонщиком команды по-прежнему остается младший Александр Салюк. По существу, кроме смены торговой марки-спонсора, команда не испытала никаких существенных перемен. Валерий Горбань и Евгений Леонов впервые стартовали на этапе Чемпионата мира в Польше и завоевал там третье место в классе N4. Этот пробный старт стал началом полноценной программы участия в самой престижной раллийной серии мира. В состав команды впервые входит Алексей Кикирешко, которому ассистирует Елена Леонова.

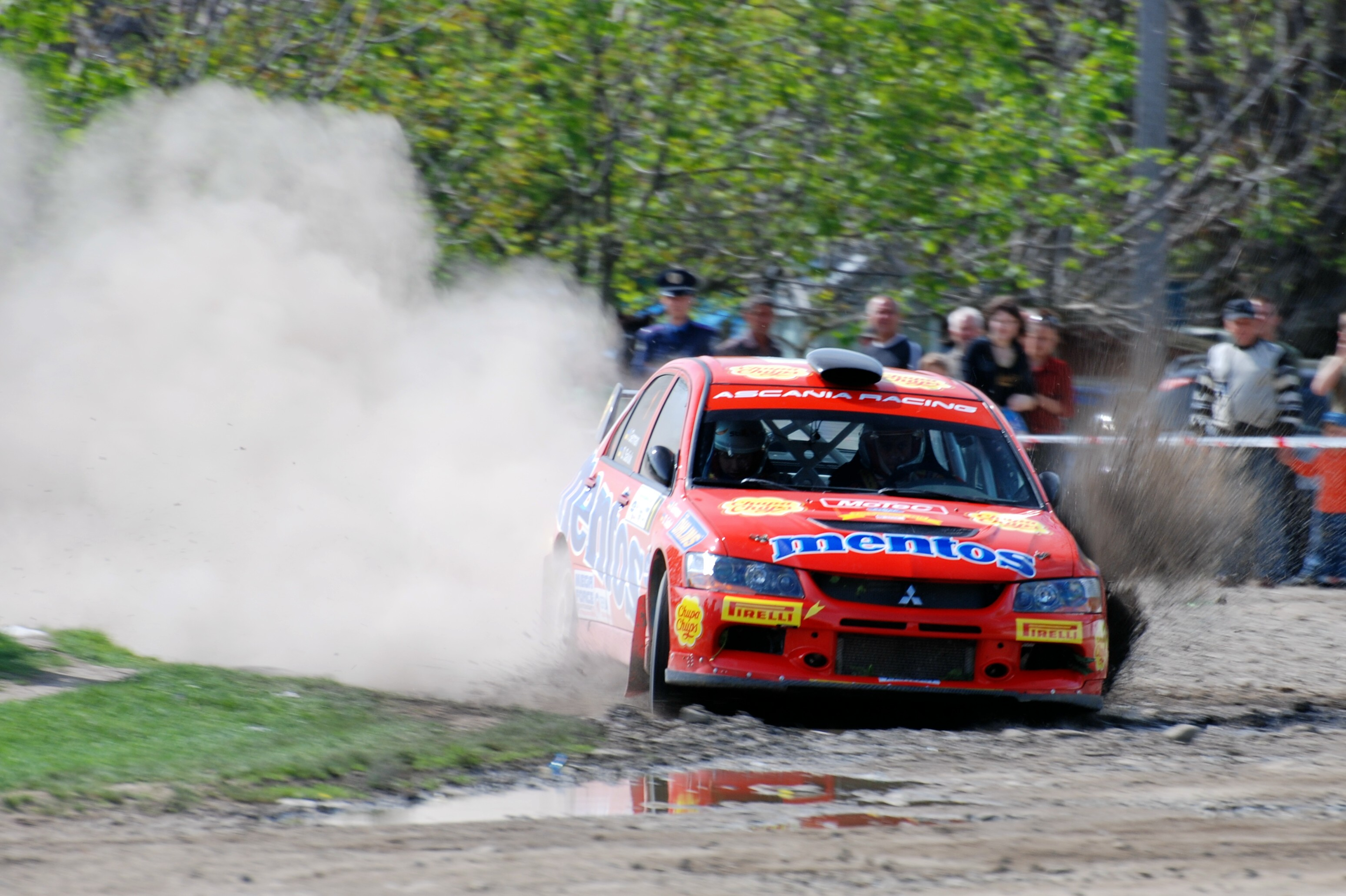

2010 — о команде Mentos Ascania Racing узнают в мире: на этапе Чемпионата мира в Турции Александр Салюк, которому на этой гонке ассистировал Алексей Мочанов, совершает головокружительный прыжок с трамплина. Рекордная высота и протяженность обернулась поломкой машины при приземлении — однако экипаж дотянул до финиша спецучастка на трех колесах. Несмотря на последующий сход, фотографии и видео этого прыжка,, стали визитной карточкой команды, а виртуальный макет украинской машины впервые вошёл в число возможных опций компьютерной игры «FIA WRC». В домашнем же чемпионате Александру Салюку вновь нет равных: он становится четырёхкратным абсолютным чемпионом Украины.
2011 — в этом сезоне команда Mentos Ascania Racing впервые совместила две полноценные программы: сезон в Чемпионате мира в зачете серийных автомобилей P-WRC и чемпионат Украины. Дебютный сезон в мировом первенстве закончился результативно: на 7-м (Горбань) и 8-м (Салюк) местах в своем зачете. Дома же Горбань, впервые в своей карьере, становится абсолютным чемпионом страны, а команда в восьмой раз за всю свою историю выигрывает в споре коллективов. Огорчением для команды становится травма Евгения Леонова, полученная им на тренировке, после чего Горбань проводит несколько гонок с разными штурманами: Сергеем Ларенсом, Вадимом Чернегой, Андреем Николаевым.
2012 — после десяти лет выступлений из команды уходит младший Салюк,,,. Горбань и Кикрешко становятся первым и вторым пилотами команды, а в качестве третьего на разные гонки привлекаются харьковчанин, выходец из картинга, Алексей Яцюк и одессит Дмитрий Тананевич. Наивысшим достижением команды становится третье место Валерия Горбаня в абсолютном зачете чемпионата Украины и третье место Mentos Ascania Racing в командном зачете. Аналогичным образом складываются дела и в чемпионате мира, где Горбань и Кикирешко вновь выступают в зачете P-WRC. Валерий и тут составляет соперникам серьёзную конкуренцию, выигрывает этап в Греции и по итогам всего сезона становится бронзовым призёром чемпионата мира.
2013 — Kоманда вновь радикально меняет технику: на смену Mitsubishi Lancer приходят построенные в британском ателье Prodrive MINI John Cooper Works RRC;. Их пилотами по-прежнему остались Валерий Горбань и Алексей Кикирешко, которые вновь стартуют в чемпионате мира в зачете WRC 2. В Чемпионате Украины третьим экипажем команды становится российский тандем братьев Дмитрия и Вадима Тагировых. Впервые российский экипаж выступил в полноценном сезоне Чемпионата Украины в составе украинской команды. В начале чемпионата неожиданно вырывается вперед Кикирешко, одержавший победу в ралли Мариуполь и вышедший благодаря этому в лидеры турнира. Впрочем, вскоре он уступает лидерство своему напарнику по команде, и Валерий Горбань второй раз в своей карьере становится абсолютным чемпионом Украины по ралли,,,.

### 2014. Eurolamp World Rally Team

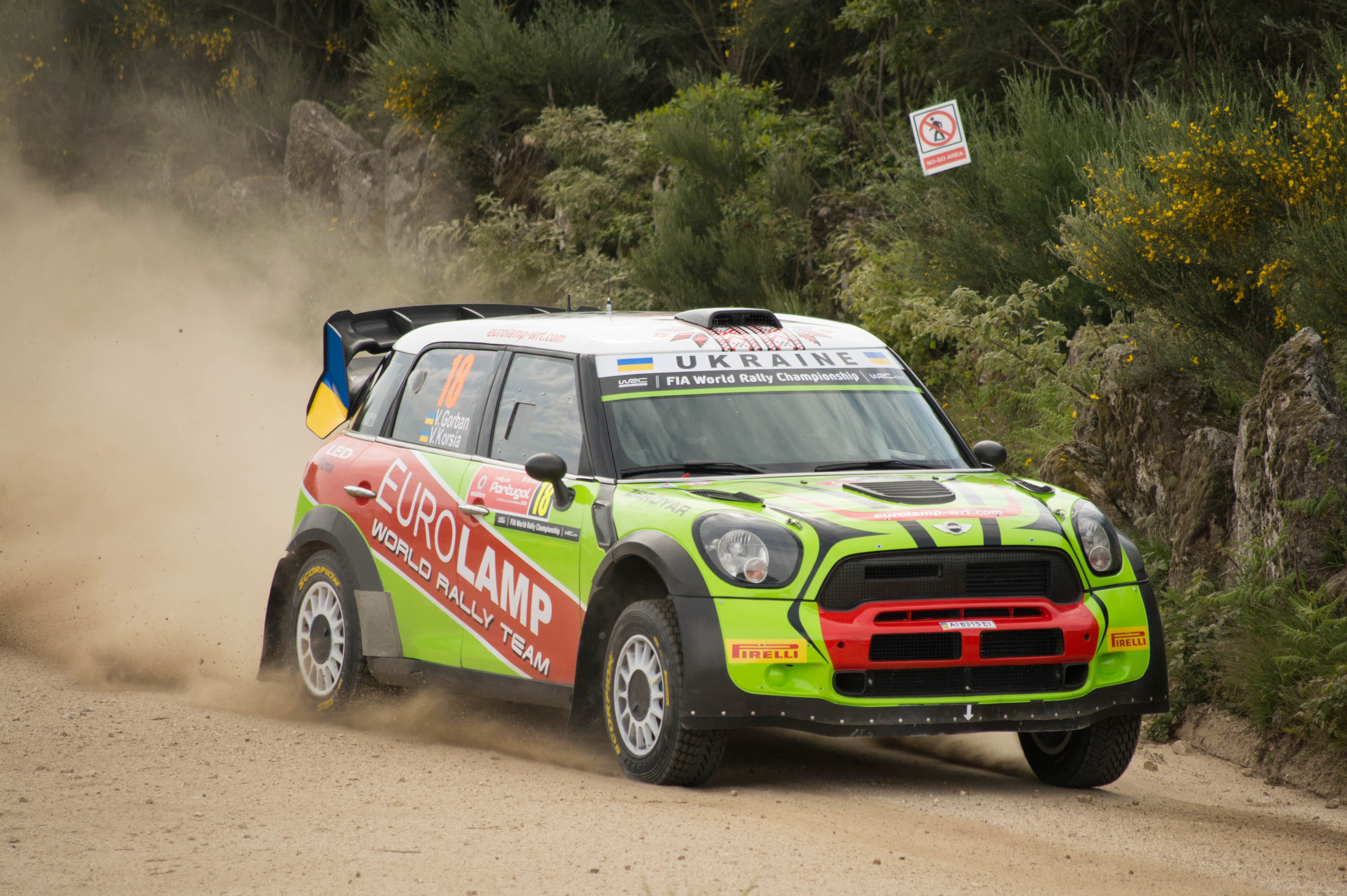

2014 — В текущем сезоне команда сосредоточена на выступлениях в Чемпионате мира по ралли на MINI John Cooper Works RRC, начав сезон с зимнего Ралли Швеции (Rally Sweden). Алексей Кикирешко в начале года заявил о выходе из состава команды и продолжил свои старты на трассах Чемпионата мира вне командного зачета — уже на Vodafone Rally de Portugal 2014 он стартовал с Кулдаром Сикком.
В дальнейшем в сезоне 2014 года команду представлял экипаж Валерия Горбаня и Владимира Корси на MINI John Cooper Works RRC. Всего в течение сезона экипаж проехал семь этапов: Ралли Швеции, Ралли Португалии, Ралли Италии, Ралли Польши, Ралли Финляндии, Ралли Испании и Ралли Уэльса. Наилучшим личным результатом Валерия Горбаня стало четвёртое место в зачете WRC 2 на Ралли Польши. По итогам всего года Горбань занял десятую строку в зачете пилотов WRC 2, а Корся был классифицирован на 9-й строке в классе вторых пилотов. В зачете команд Eurolamp WRT заняла третью строку, принеся Украине подиум в мировом первенстве и в 2014 году.
Сезон 2014 года стал первым в карьере команды, когда она не приняла участия в Чемпионате Украины по ралли — согласно политике команды, приоритетом коллектива остался Чемпионат мира в категории WRC 2 и профессиональная работа с постройкой, подготовкой, арендой, обслуживанием спортивной техники как для локальных национальных чемпионатов и серий, так и для мирового первенства.

## Пилоты команды
| Годы        | Первый пилот            | Второй пилот            | Третий пилот      | Четвёртый пилот   |
| ----------- | ----------------------- | ----------------------- | ----------------- | ----------------- |
| 2002        | Александр Салюк-старший | Александр Салюк-младший |                   |                   |
| 2003 — 2006 | Александр Салюк-старший | Александр Салюк-младший | Валерий Горбань   |                   |
| 2007        | Александр Салюк-старший | Александр Салюк-младший | Валерий Горбань   | Вадим Трутнев     |
| 2008        | Александр Салюк-младший | Валерий Горбань         |                   |                   |
| 2009 — 2010 | Александр Салюк-младший | Валерий Горбань         | Алексей Кикирешко |                   |
| 2011        | Александр Салюк-младший | Валерий Горбань         | Алексей Кикирешко | Андрей Лебедь     |
| 2012        | Валерий Горбань         | Алексей Кикирешко       | Алексей Яцюк      | Дмитрий Тананевич |
| 2013        | Валерий Горбань         | Алексей Кикирешко       | Дмитрий Тагиров   |                   |
| 2014        | Валерий Горбань         |                         |                   |                   |

## Автомобили команды
ВАЗ 2108 (Александр Салюк мл, Валерий Горбань) — 2002 г.

ВАЗ 2110 (Вадим Трутнев) — 2007 г.

ВАЗ 2112 (Александр Салюк мл, Валерий Горбань) — 2003—2006 гг.

ВАЗ 2112 (Дмитрий Тананевич) — 2012 г.

Mitsubishi Lancer EVO VII (Александр Салюк ст) — 2006—2007 гг. 

Mitsubishi Lancer EVO VIII (Александр Салюк ст, Александр Салюк мл., Валерий Горбань,) — 2006—2008 гг.

Mitsubishi Lancer EVO VIII (Александр Салюк ст, Александр Салюк мл., Валерий Горбань) — 2006—2008 гг.

Mitsubishi Lancer EVO IX (Александр Салюк мл., Валерий Горбань, Дмитрий Тагиров) — 2008—2013 гг. 

Mini John Cooper Works RRC (Валерий Гобань, Алексей Кикирешко) — 2013—2014 гг. 

Subaru Impreza (Александр Салюк мл., Валерий Горбань) — 2007, 2010 гг.

Skoda Fabia (Алексей Яцюк) — 2012 г.